# Jewgeni Nikolajewitsch Brago
Jewgeni Nikolajewitsch Brago (russisch Евгений Николаевич Браго; * 1. März 1929 in Moskau; † 13. Mai 2024) war ein sowjetischer Ruderer. Sein größter sportlicher Erfolg war der Gewinn der Silbermedaille im Achter bei den Olympischen Spielen 1952.

## Karriere
Brago startete für Krylja Sowetow in Moskau.
Bei den Olympischen Spielen 1952 in Helsinki gewann der sowjetische Achter den dritten Vorlauf und belegte im Halbfinale den zweiten Platz hinter dem Achter aus den USA. Mit einem Sieg im Hoffnungslauf erreichte der sowjetische Achter das Finale. Im Endlauf siegte der US-Achter mit über fünf Sekunden Vorsprung vor dem Boot aus der Sowjetunion, das seinerseits fast zwei Sekunden Vorsprung auf die drittplatzierten Australier hatte. Die Besatzung des sowjetischen Achters bestand 1952 aus Jewgeni Brago, Wladimir Rodimuschkin, Alexei Komarow, Igor Borissow, Slawa Amiragow, Leonid Gissen, Jewgeni Samsonow, Wladimir Krjukow und Steuermann Igor Poljakow.
In der bis auf den Steuermann gleichen Besetzung siegte der sowjetische Achter auch bei den Europameisterschaften in den Jahren 1953, 1954 und 1955. Brago gehörte zu den Ruderern, die 1956 nicht mehr dem sowjetischen Achter angehörten.